# Windham Quin, II conte di Dunraven e Mount-Earl
Windham Henry Quin, II conte di Dunraven e Mount-Earl (29 settembre 1782 – 6 agosto 1850) è stato un nobile irlandese.

## Biografia
Era il figlio di Valentine Quin, I conte di Dunraven e Mount-Earl, e della sua prima moglie, Lady Frances Muriel Fox-Strangways.  

## Carriera
È stato nominato Custos Rotulorum della Contea di Limerick nel 1818. È stato deputato della Contea di Limerick nel Parlamento del Regno Unito (1806-1820).
Nel 1824 succedette al padre e prese il cognome addizionale di Wyndham, diventando Windham Wyndham-Quin, il 7 aprile 1815.

## Matrimonio
Sposò, il 27 dicembre 1810, Caroline Wyndham (?-26 maggio 1870), figlia di Thomas Wyndham. Ebbero tre figli:
- Edwin Wyndham-Quin, III conte di Dunraven e Mount-Earl (19 maggio 1812-6 ottobre 1871);
- Lady Anna Maria Charlotte Wyndham-Quin (1814-7 gennaio 1855), sposò William Monsell, I barone Emly, non ebbero figli;
- Windham Henry Wyndham-Quin (2 novembre 1829-24 ottobre 1865), sposò Caroline Tyler, ebbero due figli.